# Kuća Tomaš u Trogiru
Kuća Tomaš u gradiću Trogiru, adresa Ivana Duknovića 6, predstavlja zaštićeno kulturno dobro.

## Opis dobra
Kuća Tomaš je stambena trokatnica nastala na uglu nekadašnjeg romaničkog niza na križanju dekumanusa i bočnog karda. U 14. st. podignuta je kuća s unutrašnjim dvorištem od kojeg su sačuvana dva prelomljena luka i štit s radiranim grbom i natpisom PRVDENCIA. Na mjestu zapadnog dijela dvorišta dograđena je stambena dvokatnica s balkonom na prvom i altanom na drugom katu dok je treći kat naknadno dograđen nad kamenom strehom. Na južnom kamenom pročelju u prizemlje vodi kameni portal sa štapom na rubovima kamenog okvira i niskim trečentističkim kapitelima s mesnatim lišćem. Istočno od njega su dućanska vrata „ na koljeno“ koja vode u prizemni prostor pod stubištem. Na prvom katu je balkon s balustradom od stupića s kapitelom stiliziranog akantusa. Niska balkonska vrata imaju šiljato zaključen luk na jednostavno profiliranim polukapitelima. Na drugom katu su ostaci zazidane altane s dva središnja poligonalna stupića s mesnatim lišćem i dva pilastra s profiliranim kapitelima na uglovima. Iznad altane je dugi vijenac s motivom izmjeničnih zubaca. Kroz portal na južnom pročelju ulazi se u unutrašnje dvorište u kojem je kameno stubište L oblika koje vodi do prvog kata. U prizemlju kuće je zatvaranjem trijema porušenog krila nastala konoba s kominom, koja je nekadašnju arkaturu pregradila na dva dijela. Istočno pročelje kuće građeno je „na kanat“ s konstrukcijom od drveta i ispunom od opeka te je bila ožbukana. Iako je doživjela više pregradnji kuća je sačuvala vrijednu arhitektonsku plastiku 14. st.

## Zaštita
Pod oznakom Z-3334 zavedena je pod vrstom "nepokretno kulturno dobro - pojedinačno", pravna statusa zaštićena kulturnog dobra, klasificirano kao "stambene građevine".